# Susan Seubert
Susan Seubert (* 1970 in Indianapolis, Indiana, USA) ist eine US-amerikanische Fotografin und Fotojournalistin.

## Leben
Seubert wuchs in Indiana auf und schloss ihre Studien im Fach Fotografie 1992 mit dem Grad Bachelor of Fine Arts am Pacific Northwest College of Arts in Portland (Oregon) ab. Sie ist seit dieser Zeit als Fotojournalistin unter anderem für die National Geographic Society und deren Publikationen wie das Magazine und National Geographic Traveler tätig. Die New York Times verwendet ihre Fotografien genauso wie Dutzende Firmen aus den verschiedensten Branchen.
Künstlerisch arbeitet Seubert mit einigen alten Techniken wie der Ambrotypie ebenso wie mit den heutigen digitalen Medien.
Das European Cultural Centre in Venedig lud Seubert ein, 2017 ihr Werk in einer internationalen Gruppenausstellung zu zeigen, die zeitgleich mit der Biennale di Venezia stattfand. Sie zeigte Bilder aus der Serie Asphyxiation.
Seubert lebt und arbeitet sowohl in Portland in Oregon als auch auf der Insel Maui in Hawaii. Sie hält regelmäßig Gastvorlesungen über ihr Fach an der Harvard University und am Portland Art Museum.

## Preise und Auszeichnungen
- 1999: Alfred Eisenstaedt Award der Columbia University in New York City.
- International Photography Award.
- 2011 und 2014: Preis für Overall Excellence in Photography der North American Travel Journalists Association.

## Ausstellungen
- 1999 und 2001: Biennale des Portland Art Museum.
- 2009: Northwest Biennial des Tacoma Art Museum.
- 2012: Portland 2012, einer Biennale für Gegenwartskunst in Portland.

## Fotobeiträge
- Michael Weishan, Cristina Roig: From a Victorian Garden: Creating the Romance of a Bygone Age Right in Your Own Backyard. Viking Studios, 2004, ISBN 0-670-89426-5.